# Transalpin (Zug)

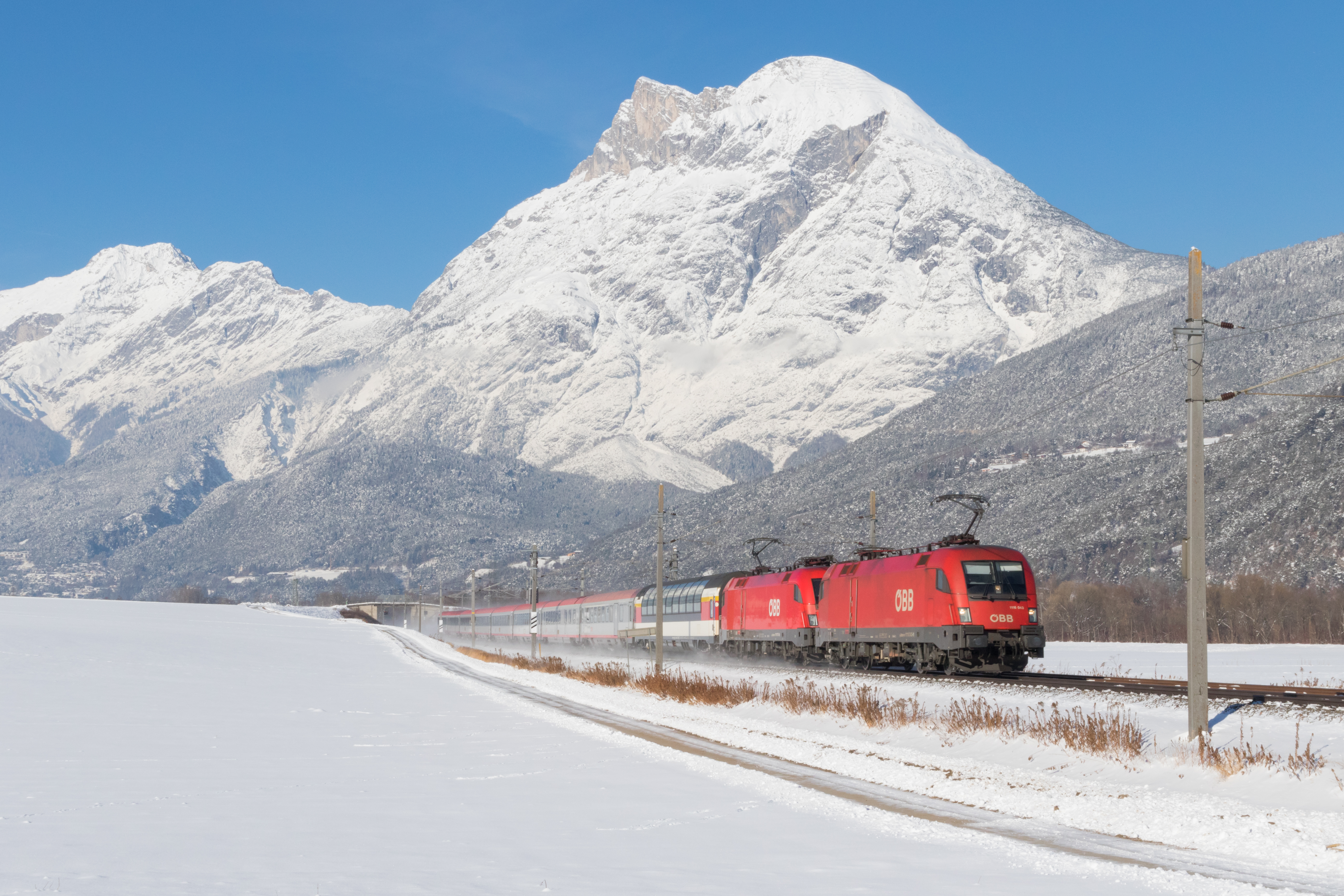
EC 163 Transalpin im Inntal bei Flaurling.

Der Transalpin ist heute der Name eines EuroCity-Zugs, der seit dem 15. Dezember 2013 täglich Zürich über Innsbruck mit Graz verbindet. Der Name Transalpin wird bei dieser Verbindung lediglich von den Schweizerischen Bundesbahnen verwendet, von den Österreichischen Bundesbahnen wird der gleiche Zug nur unter seiner Zugnummer EC 163/164 geführt.
Von 1958 bis 2009 war Transalpin die Bezeichnung eines Zuges, der von Wien über Salzburg und Innsbruck nach Zürich und zeitweise weiter bis Basel fuhr. Er war anfangs ein Triebwagenschnellzug und die schnellste Verbindung auf dieser Strecke. Zwei speziell für diesen Zug entwickelte Triebwagengarnituren werden auch als Transalpin I und Transalpin II bezeichnet.

## Name
Einerseits kann der Name Transalpin von der Bezeichnung „alpenquerend“ abgeleitet werden, andererseits aus der römischen Bezeichnung der Schweiz als „jenseits der Alpen“.

## Zuglauf
Der Zug benötigt von Zürich bis Graz 9 h 34 min (Gegenrichtung 9 h 35 min) und hält in Sargans, Buchs SG, Feldkirch, Bludenz, St. Anton am Arlberg, Landeck-Zams, Ötztal, Innsbruck, Jenbach, Wörgl, Kirchberg in Tirol, Kitzbühel, St. Johann in Tirol, Saalfelden, Zell am See, Schwarzach-St. Veit, St. Johann im Pongau, Bischofshofen, Radstadt, Schladming, Stainach-Irdning, Liezen, Selzthal, St. Michael in Obersteiermark und Leoben. In Buchs SG (Grenzbahnhof) und Selzthal wird die Fahrtrichtung gewechselt.

## Zugzusammenstellung
Der EC Transalpin bestand in der Fahrplanperiode 2016/2017 aus einem Panoramawagen der Schweizerischen Bundesbahnen (SBB) und ansonsten aus Wagen der ÖBB, darunter ein Speisewagen und ein Halbgepäckwagen mit Sitzplätzen erster Klasse, der die Fahrradmitnahme ermöglicht. In der zweiten Klasse wurden sowohl Abteilwagen als auch Großraumwagen angeboten.
Zwischen Zürich und Buchs wird der Transalpin von einer SBB Re 4/4 II gezogen, zwischen Buchs und Innsbruck von zwei ÖBB 1016 oder 1116 und ab Innsbruck bis Selzthal sowie nach einem Fahrtrichtungswechsel bis Graz von einer ÖBB 1016 oder 1116.

## Geschichte

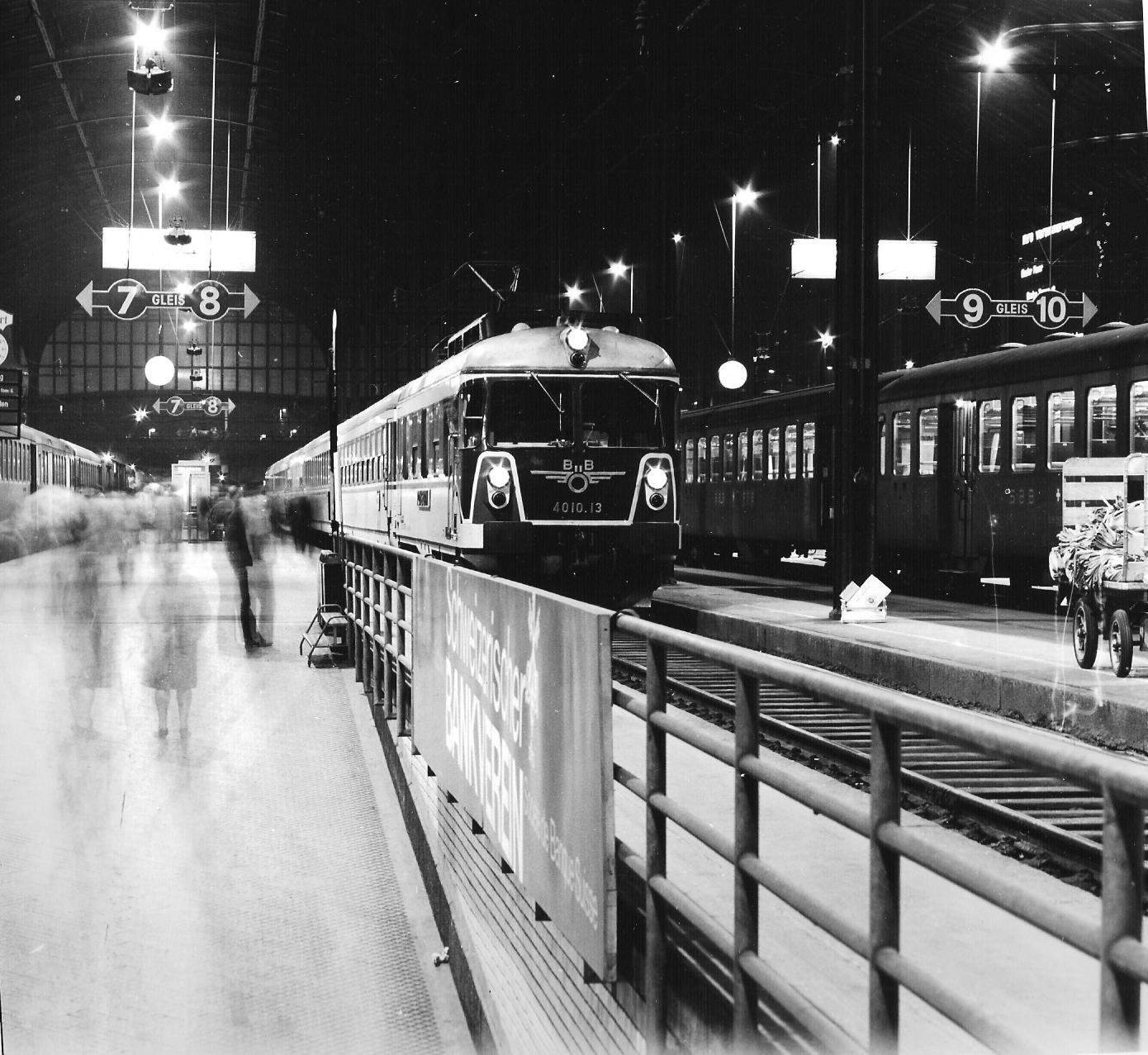
Der Transalpin mit Reihe 4010 in Basel, 1970

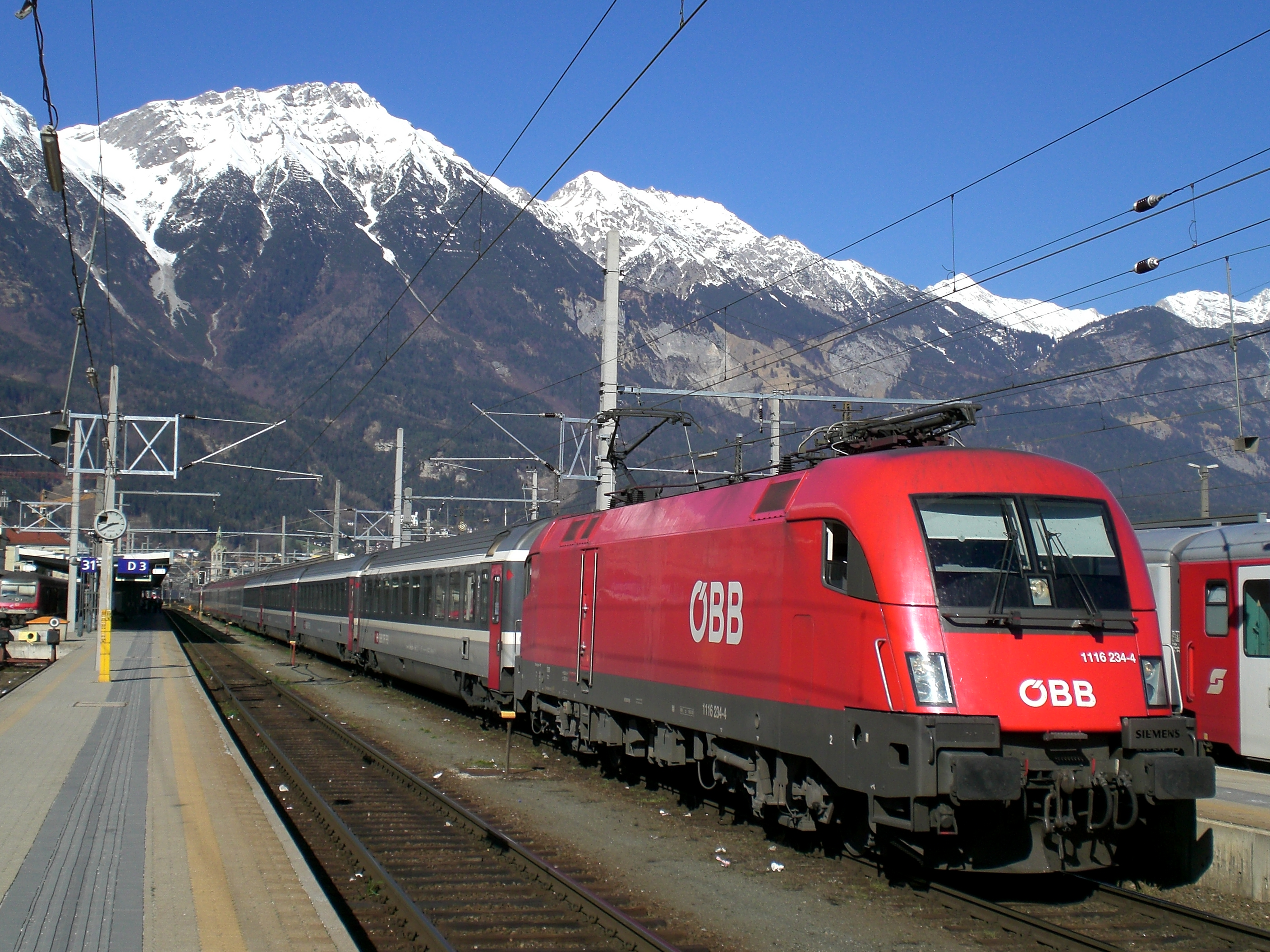
Transalpin in Innsbruck Hbf

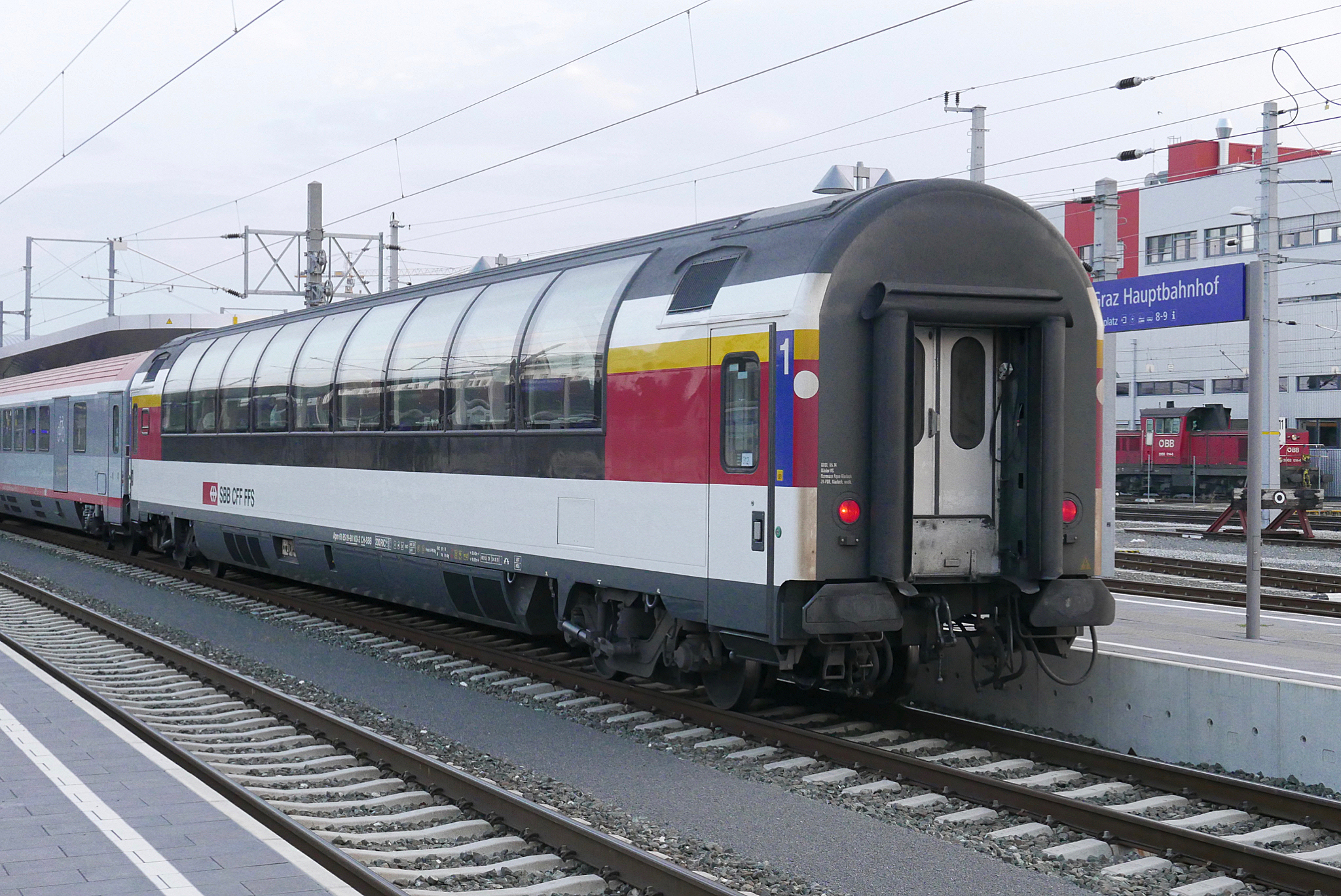
SBB-Panoramawagen im Transalpin, hier 2016 in Graz

Von 1. Juni 1958 bis 13. Juni 2010 verkehrte der Transalpin als Paradezug der SBB und der ÖBB zwischen Basel bzw. Zürich und Wien. Im Laufe seiner Geschichte trug der Transalpin verschiedene Zugnummern: Triebwagenschnellzug TS 11/12, TS 462/463, Expresszug Ex 462/463, EuroCity EC 62/63 und ÖBB-EC 162/163. Bis in die 2000er Jahre war er stets eine der schnellsten Bahnverbindungen mit den wenigsten Haltebahnhöfen in seiner Relation. Zwischen 1959 und dem Fahrplanwechsel am 12. Dezember 2009 verband er Basel SBB mit Wien Westbahnhof, 1958 und seit Dezember 2009 bis zur Einstellung nur mehr Zürich Hauptbahnhof mit Wien. Er wurde ab dem 14. Juni 2010 durch eine Railjet-Verbindung ersetzt.
Zu Beginn besorgten die Verbindung zwischen Wien und Basel als Fahrzeuge vier Triebzüge der ÖBB-Reihe 4130, die eigens für diesen Zweck beschafft wurden. Diese gingen aus der Baureihe 4030 hervor, hatten aber eine höhere Leistung und Höchstgeschwindigkeit. Der Steuerwagen war zudem mit einer Küche ausgestattet. Um Zeit zu sparen und den Zug nicht wenden zu müssen, hielt der Zug nicht in Salzburg Hbf, sondern wurde über die Schleife von Salzburg-Kasern nach Salzburg-Gnigl geführt und hielt in Salzburg Aigen. Diese Schleife wird heute vorwiegend von Güterzügen befahren. 1965 beschafften die ÖBB für diesen Fernzug drei sechsteilige Triebwagengarnituren der Reihe ÖBB 4010.
Im Jahre 1969 wurde der Streckenverlauf geändert. Der Zug verkehrte seitdem von der Westbahn kommend über Salzburg Hauptbahnhof bis Wörgl Hauptbahnhof über die deutschen Strecken Rosenheim–Salzburg und Rosenheim–Kufstein der Deutschen Bundesbahn (später: Deutsche Bahn AG), statt wie zuvor über Bischofshofen und Zell am See (Giselabahn). Da der Transalpin in Deutschland keinen planmäßigen Aufenthalt hatte, wurde er als Korridorzug geführt, womit die sonst in der Zeit vor dem Schengener Abkommen noch erforderlichen Pass- und Zollkontrollen entfallen konnten. Bis zum Bau der „Rosenheimer Schleife“ 1982 musste der Zug im Bahnhof Rosenheim gewendet werden. Seit 1977 fuhr der Transalpin als Wagenzug mit Lokomotive. Ab 1982 Jahren hielt der damalige Paradezug der ÖBB lediglich in Linz, Salzburg, Kufstein, Innsbruck und Feldkirch sowie in West-Ost-Richtung in Hütteldorf. Dabei wurde eingesparte Fahrzeit durch das Koppeln von Autoreisezugwagen (Innsbruck) und das Rangieren von Kurswagen in Feldkirch im Taktfahrplan wieder wettgemacht. In der ersten Klasse wird seit den 1990er Jahren ein Panoramawagen der SBB mitgeführt.
Der Zuglauf in der Fahrplanperiode 2009/2010 war: Wien Westbf – Wien Hütteldorf (nur ÖBB EC 163) – St. Pölten Hbf – Linz Hbf – Salzburg Hbf – Innsbruck Hbf – Landeck-Zams – Bludenz – Feldkirch – Buchs SG – Sargans – Zürich HB.
Der Zug wechselte in Buchs SG die Fahrtrichtung. Die Wagen der 1. Klasse liefen im ÖBB-EC 162 von Buchs nach Zürich, im ÖBB-EC 163 von Buchs nach Wien an der Zugspitze, so dass sie an den beiden Anfangs- und Endbahnhöfen, die beide Kopfbahnhöfe sind, immer dem Querbahnsteig am nächsten zu stehen kamen.
Auf den Rampenstrecken der Arlbergbahn erhielt der Zug oft eine Vorspann- oder Schiebelok. Bei Unterbrechungen der Arlbergbahn durch Bauarbeiten, oder auf Grund von Naturereignissen – wie Lawinen und Muren, oder zuletzt von August bis Dezember 2005 nach Unwetterschäden – wurde der Transalpin ab Salzburg weiträumig über München Hbf und die Bahnstrecke Buchloe–Lindau nach Bregenz umgeleitet. Ab 13. Juni 2010 wurde der Transalpin durch Railjet 162/163 – in der gleichen Fahrplanlage – ersetzt, der aber nicht mehr den Namen Transalpin trägt. Im Fahrplan 2014/2015 gibt es fünf Railjet-Zugpaare zwischen Zürich und Wien, außerdem wurde das EC-Zugpaar 163/164 Zürich–Graz–Zürich eingeführt, das den Namen „Transalpin“ trägt.